# مدرسه موسویه
مدرسه موسویه مربوط به دوره قاجار است و در دامغان، محله بالا، کوچه مدرسه واقع شده و این اثر در تاریخ ۲۲ تیر ۱۳۷۹ با شمارهٔ ثبت ۲۷۴۹ به‌عنوان یکی از آثار ملی ایران به ثبت رسیده است.